# Couronnement pontifical

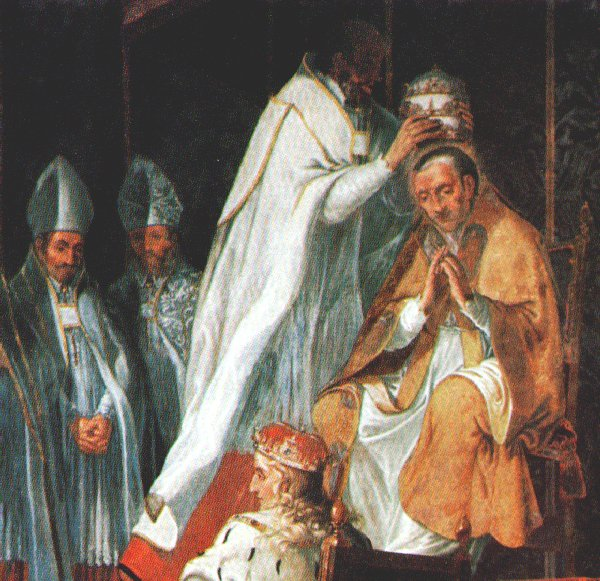
Couronnement de Célestin V, le seul pape à avoir été couronné deux fois.

Le couronnement pontifical était la cérémonie officielle lors de laquelle on coiffait un pape nouvellement élu de la tiare papale. Le plus ancien des couronnements pontificaux (ou papaux) connu est celui du Nicolas Ier en 858. Le dernier en date fut le couronnement de Paul VI en 1963, qui délaissa peu après le port de la tiare et déposa sa tiare personnelle. À ce jour, aucun de ses successeurs n'a porté la tiare, et leurs célébrations d'inauguration papale n'ont pas inclus de cérémonie de couronnement, bien que tout futur pape puisse choisir de restaurer l'utilisation de la tiare à tout moment au cours de son pontificat.
La célébration de l'investiture papale, avec ou sans couronnement, n'a qu'une signification symbolique, car un pape prend ses fonctions immédiatement après avoir accepté son élection lors du conclave.
En espagnol, le terme La Coronación Pontificia ( en français « Le Couronnement pontifical ») est parfois utilisé pour le couronnement canonique d'images religieuses par un décret pontifical formel et exprimé par un pape régnant.

## Rituel
Lorsqu'un conclave élit un nouveau pape, les droits et l'autorité de la papauté investissent le nouveau pape immédiatement après qu'il ait accepté son élection ; cependant, les papes numérotaient traditionnellement leurs années de règne à partir de la date de leur couronnement. Si un pape nouvellement élu n’est pas évêque, il est immédiatement consacré. Conformément à la tradition, le droit de consécration appartient au doyen du Collège des cardinaux, en son absence au sous-doyen, et en l'absence de ces deux derniers au cardinal-évêque doyen. Si le nouveau pape est déjà évêque, comme c'est normalement le cas, son élection est immédiatement annoncée au peuple rassemblé place Saint-Pierre et il lui donne sa bénédiction.
L'intronisation épiscopale du pape a lieu dans sa cathédrale, l'archibasilique Saint-Jean-de-Latran, une cérémonie autrefois associée au couronnement. À l'époque de la papauté d'Avignon, le pape se trouvant en France, il ne pouvait être intronisé dans sa cathédrale de Rome. Les couronnements continuèrent, tandis que les intronisations durent attendre le retour de la papauté à Rome. Lorsque Grégoire XI revint à Rome, le palais du Latran avait grand besoin de réparations, les papes firent donc du Vatican leur résidence et transférèrent les couronnements à la basilique Saint-Pierre. La basilique du Latran reste la cathédrale de Rome et c'est là que se déroule l'intronisation. Durant la période du « prisonnier au Vatican », l’intronisation n’avait pas lieu.

### Messe du couronnement
Le couronnement avait lieu le premier dimanche ou jour saint suivant l'élection. Tout commença par une messe papale solennelle. Pendant le chant de Tierce, le pape s'assoit sur un trône et tous les cardinaux lui font ce qu'on appelait alors leur « première révérence », s'approchant un par un et lui baisant la main. Ensuite les archevêques et les évêques s'approchaient et lui baisent les pieds.
Par la suite, du moins à partir du début du XVIe siècle, le pape nouvellement élu était porté en grande pompe à travers la basilique Saint-Pierre sur la sedia gestatoria sous un dais blanc, avec les flabellums papales (éventails de cérémonie) de chaque côté. Au lieu de la tiare papale, il portait une mitre ornée de pierres précieuses (la mitra pretiosa épiscopale). À trois reprises, la procession s'arrêtait et une botte de lin attachée à un bâton doré était brûlée devant le pontife nouvellement élu, tandis qu'un maître de cérémonie disait : Pater Sancte, sic transit gloria mundi (Saint-Père, ainsi passe la gloire du monde) comme un rappel symbolique incitant le souverain pontife à mettre de côté le matérialisme et la vanité. Une fois au maître-autel, il commençait à célébrer la messe solennelle avec tout le cérémonial papal.
Après le Confiteor, le pape se rassoit sur la sedia gestatoria, qui repose sur le sol, et les trois cardinaux évêques les plus anciens s'approchent de lui, mitrés. Chacun à son tour, les évêques placent leurs mains au-dessus de lui et disent la prière : Super electum Pontificem (sur le pape élu). Tout d'abord, le cardinal évêque d'Albano déclare :

« Dieu, qui es présent sans distinction chaque fois que l'esprit pieux t'invoque, sois présent, nous te le demandons, nous et ce ton serviteur, __, qui au sommet de la communauté apostolique a été choisi comme juge de ton peuple, infuse des plus hautes bénédictions afin qu'il fasse l'expérience de ton don, lui qui est arrivé jusqu'ici. »

Puis le cardinal évêque de Porto déclare :

« Nous te supplions, Dieu Tout-Puissant, d'accomplir ta dévotion habituelle et de répandre sur ce ton serviteur, __, la grâce du Saint-Esprit afin que celui qui est constitué à la tête de notre Église comme serviteur du mystère, te fortifie de la plénitude de la vertu. »

Après quoi le cardinal évêque d'Ostie déclare :

« Dieu, qui as voulu que ton apôtre Pierre occupe la première place dans la communion intérieure des apôtres, afin que le Christianisme universel surmonte le mal, regarde avec bienveillance ton serviteur, __, qui d'une humble position a été soudainement intronisé avec les apôtres sur cette même sublimité principale, afin que, tout comme il a été élevé à cette dignité exaltée, il puisse également mériter d'accumuler des vertus ; en portant le fardeau de l'Église universelle, aide-le, rends-le digne et pour toi qui es bienheureux, que les mérites remplacent les vices. »

Enfin, le cardinal diacre aîné plaça le pallium sur ses épaules en disant :

« Acceptez le pallium, représentant la plénitude de la charge pontificale, en l'honneur du Dieu tout-puissant, de la très glorieuse Vierge Marie, sa Mère, des bienheureux apôtres Pierre et Paul, et de la sainte Église romaine. »

Aux XIe et XIIe siècles, l'immantatio, ou remise du mantum (un vêtement papal composé d'une très longue chape rouge attachée avec un morse élaboré) au pape nouvellement élu était considérée comme particulièrement symbolique de l'investiture de l'autorité papale, et était conférée avec ces mots : « Je t'investis de la papauté romaine, afin que tu règnes sur la ville et le monde. » 
Après l'investiture du pallium, le pape encense le maître-autel puis se rendait au trône, placé du côté du chœur, entre l'autel de la Confession et l'autel de la Chaire, et là, pendant le chant du Kyrie, il recevait à nouveau l'obéissance des cardinaux, archevêques et évêques. Puis la messe reprend. Après le Gloria in excelsis et la Pax vobis, le pape dit la Collecte du jour puis secrètement une prière pour lui-même. Après que le pape soit revenu à son siège, les Laudes papales sont chantées :
| Chantres :       | Réponse:                                                                             |
| ---------------- | ------------------------------------------------------------------------------------ |
| Écoute, ô Christ | Vie à notre Seigneur, __, décrété par Dieu comme Souverain Pontife et Père Universel |
| Sauveur du monde | Accordez-lui de l'aide.                                                              |
| Sauveur du monde | Accordez-lui de l’aide.                                                              |
| Sauveur du monde | Accordez-lui de l’aide.                                                              |
| Sainte Marie     | Accordez-lui de l’aide.                                                              |
| Sainte Marie     | Accordez-lui de l’aide.                                                              |
| Saint Michel     | Accordez-lui de l’aide.                                                              |
| Etc.             | etc.                                                                                 |

Comme pour toutes les messes solennelles papales, l'épître et l'évangile étaient lus en grec  et en latin et le pape communiait depuis son trône. 

### Couronnement

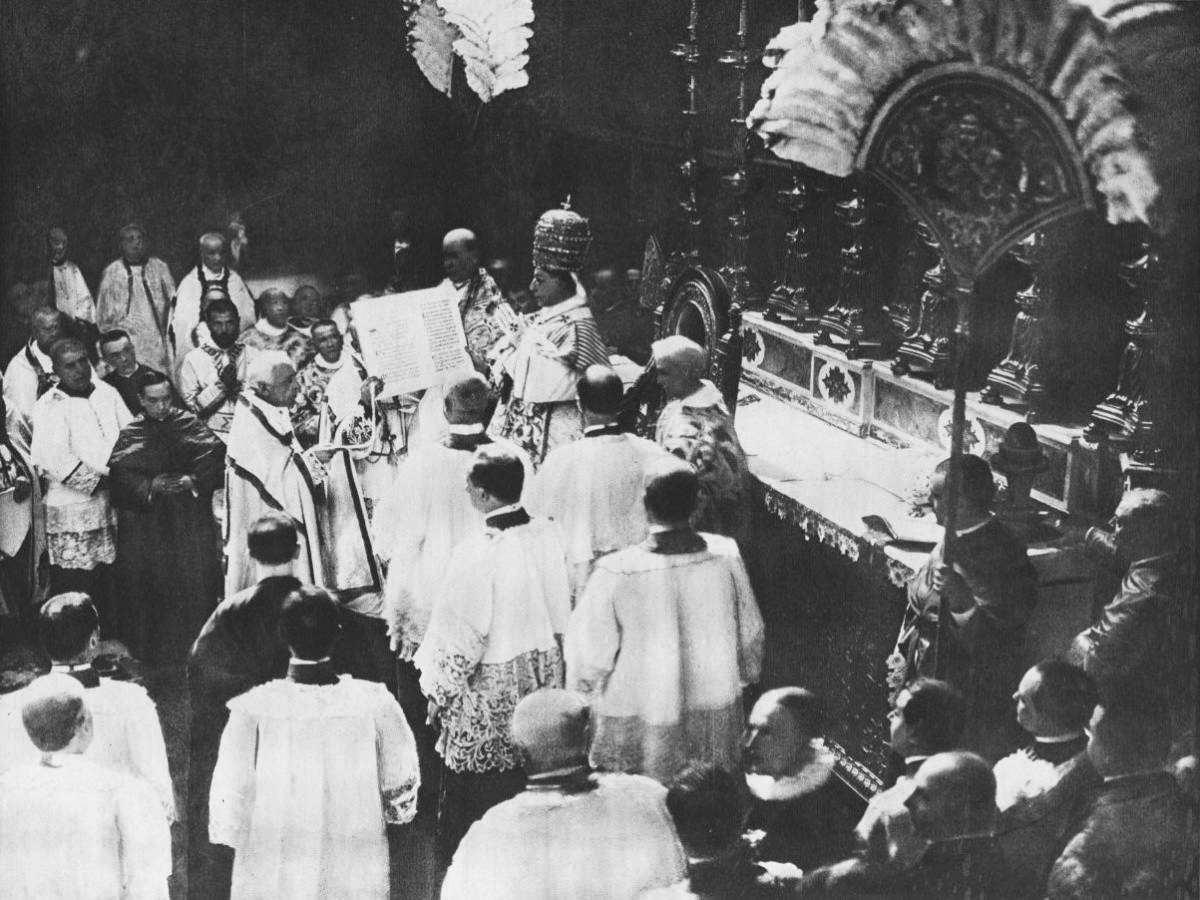
Couronnement de Benoît XV dans la chapelle Sixtine en 1914.

Après la messe, le nouveau pape est couronné avec la tiare papale. Cela eut souvent lieu sur le balcon de la basilique Saint-Pierre, surplombant la foule rassemblée sur la place en bas. Le pape est alors assis sur un trône flanqué d'un flabellum de chaque côté. Après que le doyen du Collège des cardinaux eut récité quelques prières, dont le Notre Père et une Collecte, le cardinal diacre le plus ancien, le protodiacre, retire la mitre du pape et plaça la tiare sur sa tête avec les mots :
Après son couronnement, le pape donne la bénédiction papale Urbi et Orbi. Après 1929, le nouveau pape reçoit également le salut d'une garde d'honneur des forces armées italiennes et des gardes suisses, ainsi que de la garde noble, tandis que des fanfares militaires jouaient l'hymne pontifical et Il Canto degli Italiani (jusqu'en 1946 la Marcia Reale et le S'hymnu sardu nationale).

### Prise de possession de la cathédrale par l'évêque de Rome

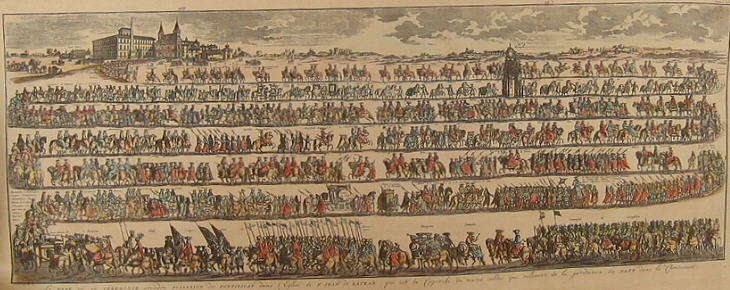
Procession pour la possessio du pape Benoît XIII

Le dernier acte de l'investiture d'un nouveau pape est toujours la prise de possession formelle (possessio) de sa chaire d'évêque de Rome dans la basilique Saint-Jean-de-Latran. Il s'agit de la dernière cérémonie mentionnée dans la constitution apostolique du pape Jean-Paul II sur la vacance du Siège apostolique et l'élection du pontife romain. Le pape est intronisé de la même manière que les autres évêques. Il est solennellement conduit au trône épiscopal et en prend possession en s'y asseyant. Il reçoit le baiser de paix et écoute la lecture d'un passage de l'Écriture Sainte, après quoi il prononce un discours que l'on appelait autrefois le sermo inthronisticus.
Dans l'Antiquité, les lettres que le pape envoyait aux patriarches en signe de communion avec eux dans la même foi étaient appelées litterae inthronisticae ou syllabai enthronistikai.

## Lieux utilisés pour la cérémonie

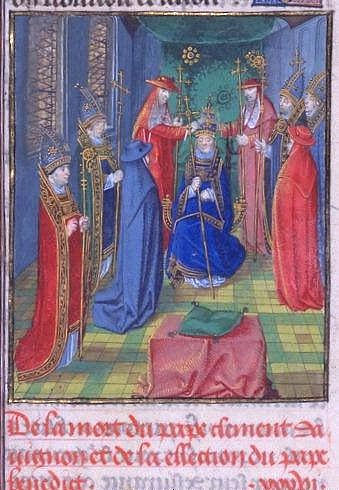
Consécration de l'antipape Benoît XIII à Avignon, le 28 septembre 1394

Les premiers couronnements pontificaux ont eu lieu à Saint-Jean-de-Latran, la cathédrale du pape. Cependant, au fil des siècles, les couronnements papaux ont traditionnellement eu lieu dans les environs de la basilique Saint-Pierre, bien que certains aient eu lieu à Avignon, à l'époque de la papauté d'Avignon. Au XIIIe siècle, le pape Célestin V fut couronné deux fois (il fut le seul à l'être) à L'Aquila, une première fois sur injonction du roi Charles II de Naples, qui régnait sur le territoire, la seconde dans une forme pontificale plus traditionnelle, à la basilique Sainte-Marie de Collemaggio. En 1800, le pape Pie VII fut couronné dans l'église bondée du monastère bénédictin de San Giorgio, à Venise, après que son prédécesseur, le pape Pie VI, eut été contraint à l'exil temporaire lors de la prise de Rome par Napoléon Bonaparte. Comme les Français s'étaient emparés des tiares stockées au Vatican lors de l'arrestation du pape précédent, il fut couronné d'une tiare en papier mâché, pour laquelle les dames de Venise donnèrent leurs bijoux.
Tous les couronnements après 1800 eurent lieu à Rome. Léon XIII fut couronné dans la chapelle Sixtine, en raison des craintes que des foules anticléricales, inspirées par l'unification italienne, n'attaquent la basilique pour perturber la cérémonie. Benoît XV fut également couronné dans la chapelle en 1914. Pie XI fut couronné sur l'estrade devant le maître-autel de la basilique Saint-Pierre. Les papes Pie IX, Pie XII et Jean XXIII quant à eux furent couronnés en public sur le balcon de la basilique, face à la foule rassemblée en contrebas sur la place Saint-Pierre. Paul VI fut couronné sur le parvis de la place Saint-Pierre sur une estrade créée pour l'occasion ; la cérémonie de couronnement se déroula entièrement à l'extérieur, Saint-Pierre étant rempli de sièges spéciaux pour les sessions du concile Vatican II.
Le couronnement de Pie XII en 1939 innova en étant le premier à être filmé et le premier à être diffusé en direct à la radio. La cérémonie, qui dura six heures, réunit des dignitaires de premier plan, parmi lesquels l'héritier du trône d'Italie, le prince de Piémont, les anciens rois Ferdinand Ier de Bulgarie et Alphonse XIII d'Espagne, le 16e duc de Norfolk (représentant le roi George VI du Royaume-Uni) et le Taoiseach irlandais, Éamon de Valera, ces deux derniers étant en tenue de soirée (cravate blanche et queue-de-pie).

## Paul VI et la fin des couronnements

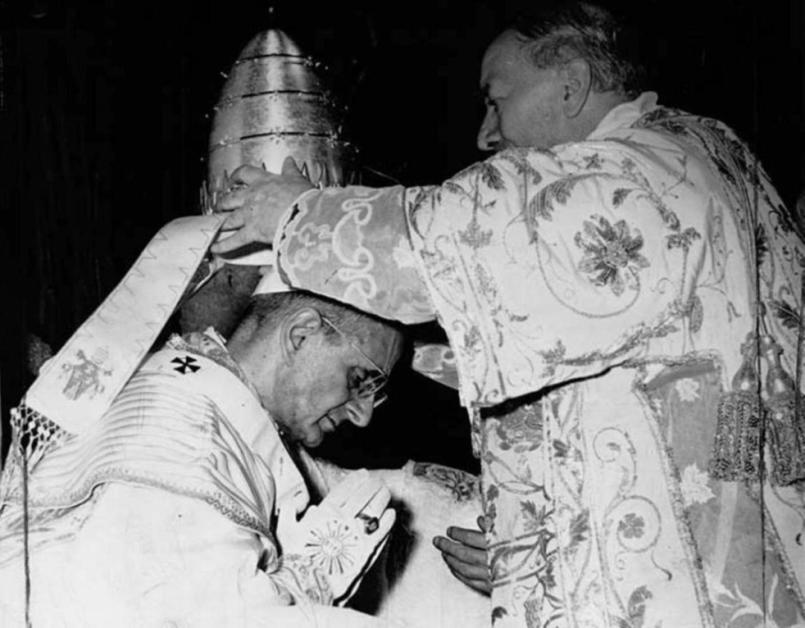
Le pape Paul VI est couronné par le cardinal Alfredo Ottaviani, le 30 juin 1963.

Le dernier pape à avoir été couronné fut Paul VI. Il décida de renoncer à porter la tiare pontificale et déposa la sienne sur l'autel de la basilique Saint-Pierre en signe d'« humilité ». Cependant, il laisse la possibilité à ses successeurs d'être couronnés, car dans la constitution apostolique de 1975, Romano Pontifici Eligendo, Paul VI prescrivait que « le nouveau pontife soit couronné par le cardinal diacre le plus ancien ». 
Son successeur, Jean-Paul Ier, choisit de ne pas être couronné et d'avoir à la place une « messe solennelle moins élaborée pour marquer le début de son ministère de pasteur suprême » en septembre 1978,.
Après la mort soudaine de Jean-Paul Ier, après un règne de trente-trois jours, le nouveau pape, Jean-Paul II, choisit d'imiter son prédécesseur en optant pour une cérémonie sans couronnement. Dans son homélie lors de la messe inaugurale, il déclara que Paul VI avait « laissé ses successeurs libres de décider » s'ils porteraient ou non la tiare papale. 
 
La constitution apostolique de Jean-Paul II, Universi Dominici gregis (1996), aujourd'hui en vigueur, ne précise pas quelle forme doit prendre la « cérémonie solennelle d'inauguration du pontificat » d'un nouveau pape, à savoir si elle comporte ou non un couronnement[réf. nécessaire]. Les papes suivants, Benoît XVI, François et Léon XIV n'ont cependant pas réintroduit cette pratique.
Un certain nombre de tiares pontificales restent à la disposition d'un futur pape.

## Liste des couronnements papaux de 1143 à 1963
| Date              | Location              | Pope                   | Cardinal                                                                      | Deaconry                                  | Notes |
| ----------------- | --------------------- | ---------------------- | ----------------------------------------------------------------------------- | ----------------------------------------- | --- |
| 3 octobre 1143    | Rome                  | Célestin II            | Gregorio Tarquini                                                             | SS. Sergio e Bacco                        | Le 26 septembre, il est consacré évêque de Rome par le cardinal Albéric de Beauvais, évêque d'Ostie. |
| 12 mars 1144      | Rome                  | Lucius II              | Gregorio Tarquini                                                             | SS. Sergio e Bacco                        | Le même jour il est consacré évêque de Rome par le cardinal Albéric de Beauvais, évêque d'Ostie. |
| 14 mars 1145      | Abbaye de Farfa       | Eugène III             | Odone Bonecase                                                                | S. Giorgio in Velabro                     | Le 18 février, il est consacré évêque de Rome par le cardinal Corrado della Suburra, évêque de Sabine and doyen du Sacré-Collège des cardinaux.                                                           |
| 12 juillet 1153   | Rome                  | Anastase IV            | Odone Bonecase                                                                | S. Giorgio in Velabro                     | |
| 5 décembre 1154   | Rome                  | Adrien IV              | Probablement le cardinal Rodolfo                                              | S. Lucia in Septisolio                    | Odone Fattiboni était absent (see papal election, 1154) |
| 20 septembre1159  | Nympha                | Alexandre III          | Odone Bonecase                                                                | S. Giorgio in Velabro                     | Le même jour, il fut consacré évêque de Rome par le cardinal Ubaldo Allucingoli, évêque d'Ostie et de Velletri.                                                                                           |
| 4 octobre 1159    | Abbaye de Farfa       | Antipape Victor IV     | Le cardinal Icmar, évêque de Tusculum et doyen du Sacré Collège des Cardinaux |                                           | |
| 22 juillet 1167   | Rome                  | Antipape Pascal III    |                                                                               |                                           | Le 22 avril 1164, il fut consacré évêque de Rome à Lucques par Henri II de Leez, prince-évêque de Liège (qui n'est pas cardinal).                                                                         |
| 1168              | Rome                  | Antipape Callistus III | (?)                                                                           |                                           | |
| 6 septembre 1181  | Velletri              | Lucius III             | Teodino de Arrone, évêque de Porto e Santa Rufina.                            |                                           | |
| 1er décembre 1185 | Vérone                | Urbain III             | (?) (probablement le cardinal Ardicio Rivoltella doyen de S. Teodoro)         |                                           | |
| 25 octobre 1187   | Ferrara               | Grégoire VIII          | Giacinto Bobone Orsini                                                        | S. Maria in Cosmedin                      | Le même jour, il fut consacré évêque de Rome, probablement par le cardinal Thibaud, évêque d'Ostie et Velletri (?).                                                                                       |
| 7 janvier 1188    | Pise                  | Clément III            | Giacinto Bobone Orsini                                                        | S. Maria in Cosmedin                      | |
| 14 avril 1191     | Rome                  | Célestin III           | Graziano da Pisa                                                              | SS. Cosma e Damiano                       | Le même jour, il fut consacré évêque de Rome par le cardinal Ottaviano di Paoli, évêque d'Ostie et Velletri et sous-doyen du Sacré Collège des cardinaux.                                                 |
| 22 février 1198   | Rome                  | Innocent III           | Graziano da Pisa                                                              | SS. Cosma e Damiano                       | Le même jour, il fut consacré évêque de Rome par le cardinal Ottaviano di Paoli, évêque d'Ostie et Velletri et sous-doyen du Sacré Collège des cardinaux.                                                 |
| 31 août 1216      | Rome                  | Honorius III           | Guido Pierleone                                                               | S. Nicola in Carcere Tulliano             | Le 24 juillet, il est consacré évêque de Rome par le cardinal Ugolino Conti di Segni, évêque d'Ostie et de Velletri.                                                                                      |
| 11 avril 1227     | Rome                  | Grégoire IX            | Ottaviano dei Conti di Segni                                                  | SS. Sergio e Bacco                        | |
| 28 juin 1243      | Anagni                | Innocent IV            | Rainiero Capocci                                                              | S. Maria in Cosmedin                      | Le même jour, il est consacré évêque de Rome, probablement par le cardinal Rinaldo Conti di Segni, évêque d'Ostie et Velletri, doyen du Sacré Collège des cardinaux (?).                                  |
| 20 décembre 1254  | Naples                | Alexandre IV           | Riccardo Annibaldeschi                                                        | S. Angelo in Pescheria                    | |
| 4 septembre 1261  | Viterbo               | Urbain IV              | Riccardo Annibaldeschi                                                        | S. Angelo in Pescheria                    | |
| 20 septembre 1265 | Viterbo               | Clément IV             | Riccardo Annibaldeschi                                                        | S. Angelo in Pescheria                    | |
| 23 mars 1272      | Rome                  | Grégoire X             | Giovanni Gaetano Orsini                                                       | Deacon of S. Nicola in Carcere Tulliano   | Le 19 mars, il est consacré évêque de Rome par (?) (peut-être par le cardinal Eudes de Châteauroux, évêque de Frascati et doyen du Sacré Collège des cardinaux).                                          |
| 22 février 1276   | Rome                  | Innocent V             | Giovanni Gaetano Orsini                                                       | S. Nicola in Carcere Tulliano             | |
| 20 septembre 1276 | Viterbo               | Jean XXI               | Giovanni Gaetano Orsini                                                       | S. Nicola in Carcere Tulliano             | |
| 26 décembre 1277  | Rome                  | Nicolas III            | Giacomo Savelli                                                               | S. Maria in Cosmedin                      | On 19 December he was consecrated bishop of Rome by (?) (possibly by Cardinal Bertrand de Saint-Martin, bishop of Sabina and dean of the Sacred College of Cardinals).                                    |
| 23 mars 1281      | Orvieto               | Martin IV              | Giacomo Savelli                                                               | S. Maria in Cosmedin                      | On that same day he was consecrated bishop of Rome by Cardinal Latino Malabranca Orsini, bishop of Ostia e Velletri.                                                                                      |
| 19 mai 1285       | Rome                  | Honorius IV            | Goffredo da Alatri                                                            | S. Giorgio in Velabro                     | On that same day he was consecrated bishop of Rome by Cardinal Latino Malabranca Orsini, bishop of Ostia e Velletri.                                                                                      |
| 22 février 1288   | Rome                  | Nicolas IV             | Matteo Orsini Rosso                                                           | S. Maria in Portico                       | |
| 29 août 1294      | Aquila                | Célestin V             | Probablement par le cardinal Matteo Orsini Rosso                              | S. Maria in Portico                       | On that same day he was consecrated bishop of Rome probably by Cardinal Hugh Aycelin, bishop of Ostia e Velletri. He was crowned again a few days later (the only instance of a double papal coronation). |
| 23 janvier 1295   | Rome                  | Boniface VIII          | Matteo Orsini Rosso                                                           | S. Maria in Portico                       | Le même jour, il fut consacré évêque de Rome par le cardinal Hugues Aycelin, évêque d'Ostie et de Velletri.                                                                                               |
| 27 octobre 1303   | Rome                  | Benoît XI              | Matteo Orsini Rosso                                                           | S. Maria in Portico                       | |
| 14 novembre 1305  | Lyon                  | Clément V              | Napoleone Orsini Frangipani                                                   | S. Adriano                                | |
| 5 septembre 1316  | Lyon                  | Jean XXII              | Napoleone Orsini Frangipani                                                   | S. Adriano                                | |
| 15 mai 1328       | Rome                  | Antipape Nicolas V     | Giacomo Alberti                                                               | pseudocardinal-bishop of Ostia e Velletri | Le 12 mai, il fut consacré évêque de Rome également par Giacomo Alberti, alors évêque de Castello. |
| 8 janvier 1335    | Avignon               | Benoît XII             | Napoleone Orsini Frangipani                                                   | S. Adriano                                | |
| 19 mai 1342       | Avignon               | Clément VI             | Raymond Guillaume des Farges                                                  | S. Maria Nuova                            | |
| 30 décembre 1352  | Avignon               | Innocent VI            | Gaillard de la Mothe                                                          | S. Lucia in Septisolio                    | |
| 6 novembre 1362   | Avignon               | Urbain V               | Probablement par le cardinal Guillaume de La Jugie                            | S. Maria in Cosmedin                      | Le même jour, il fut consacré évêque de Rome par le cardinal Andouin Aubert, évêque d'Ostie et de Velletri.                                                                                               |
| 3 janvier 1371    | Avignon               | Grégoire XI            | Cardinal Rinaldo Orsini                                                       | S. Adriano                                | Le même jour, il fut consacré évêque de Rome par le cardinal Guy de Boulogne, évêque de Porto et Santa Rufina et doyen du Sacré Collège des cardinaux.                                                    |
| 18 avril 1378     | Rome                  | Urbain VI              | Giacomo Orsini                                                                | S. Giorgio in Velabro                     | |
| 31 octobre 1378   | Fondi                 | Antipape Clément VII   | Comte Onorato I Caetani (qui n'était pas cardinal)                            |                                           | |
| 9 novembre 1389   | Rome                  | Boniface IX            | Tommaso Orsini                                                                | S. Maria in Domnica                       | Le même jour, il fut consacré évêque de Rome par le cardinal Francesco Moricotti Prignano, évêque de Palestrina et doyen du Sacré Collège des cardinaux.                                                  |
| 11 octobre 1394   | Avignon               | Antipape Benoît XIII   | Hugues de Saint-Martial                                                       | S. Maria in Portico                       | Le même jour, il est consacré évêque de Rome par le cardinal Jean de Neufchâtel, évêque d'Ostie et de Velletri.                                                                                           |
| 11 novembre 1404  | Rome                  | Pope Innocent VII      | Rinaldo Brancaccio                                                            | SS. Vito e Modesto                        | |
| 19 décembre 1406  | Rome                  | Pope Gregory XII       | Probablement par le cardinal Rinaldo Brancaccio                               | SS. Vito e Modesto                        | |
| 7 juillet 1409    | Pise                  | Antipape Alexander V   | Amedeo Saluzzo                                                                | S. Maria Nuova                            | |
| 25 mai 1410       | Bologne               | Antipape Jean XXIII    | Rinaldo Brancaccio                                                            | SS. Vito e Modesto                        | Le même jour, il fut consacré évêque de Rome par le cardinal Jean Allarmet de Brogny, évêque d'Ostie et Velletri et sous-doyen du Sacré Collège des cardinaux.                                            |
| 21 novembre 1417  | Constance             | Martin V               | Amedeo Saluzzo                                                                | S. Maria Nuova                            | Le 14 novembre, il est consacré évêque de Rome par le cardinal Jean Allarmet de Brogny, évêque d'Ostie et Velletri et doyen du Sacré Collège des cardinaux.                                               |
| 19 mai 1426       | Peñíscola             | Antipape Clement VIII  | couronné par (?)                                                              |                                           | |
| 11 mars 1431      | Rome                  | Eugène IV              | Alfonso Carillo de Albornoz                                                   | S. Eustachio                              | |
| 24 juin 1440      | Basel                 | Antipape Felix V       | Cardinal Louis Aleman                                                         | S. Cecilia                                | |
| 19 mars 1447      | Rome                  | Nicolas V              | Prospero Colonna                                                              | S. Giorgio in Velabro                     | |
| 20 avril 1455     | Rome                  | Calixte III            | Prospero Colonna                                                              | S. Giorgio in Velabro                     | |
| 3 septembre 1458  | Rome                  | Pie II                 | Prospero Colonna                                                              | S. Giorgio in Velabro                     | |
| 16 septembre 1464 | Rome                  | Paul II                | Niccolò Fortiguerra                                                           | S. Cecilia                                | |
| 25 août 1471      | Rome                  | Sixte IV               | Rodrigo Borgia                                                                | S. Nicola in Carcere Tulliano             | Le même jour, il fut consacré évêque de Rome par le cardinal Guillaume d'Estouteville, évêque d'Ostie et Velletri et sous-doyen du Sacré Collège des cardinaux.                                           |
| 12 septembre 1484 | Rome                  | Innocent VIII          | Francesco Todeschini-Piccolomini                                              | S. Eustachio                              | |
| 26 août 1492      | Rome                  | Alexandre VI           | Francesco Todeschini-Piccolomini                                              | S. Eustachio                              | |
| 8 octobre1503     | Rome                  | Pie III                | Raffaele Riario                                                               | S. Giorgio in Velabro                     | Le 1er octobre, il fut consacré évêque de Rome par le cardinal Giuliano della Rovere, évêque d'Ostie et Velletri et sous-doyen du Sacré Collège des cardinaux.                                            |
| 26 novembre 1503  | Rome                  | Jules II               | Raffaele Riario                                                               | S. Giorgio in Velabro                     | |
| 19 mars 1513      | Rome                  | Léon X                 | Alessandro Farnese                                                            | S. Eustachio                              | Le 17 mars, il est consacré évêque de Rome par le cardinal Raffaele Riario, évêque d'Ostie et Velletri et doyen du Sacré Collège des cardinaux.                                                           |
| 31 août 1522      | Rome                  | Adrien VI              | Marco Cornaro                                                                 | Santa Maria in Via Lata                   | |
| 26 novembre 1523  | Rome                  | Clément VII            | Marco Cornaro                                                                 | S. Maria in Via Lata                      | |
| 3 novembre 1534   | Rome                  | Paul III               | Innocenzo Cibo                                                                | S. Maria in Domnica                       | |
| 22 février 1550   | Rome                  | Jules III              | Innocenzo Cibo                                                                | S. Maria in Domnica                       | |
| 10 avril 1555     | Rome                  | Marcel II              | Jean du Bellay, évêque de Porto e Santa Rufina                                |                                           | Le même jour, il fut consacré évêque de Rome par le cardinal Gian Pietro Carafa, évêque d'Ostie et Velletri et doyen du Sacré Collège des cardinaux.                                                      |
| 26 mai 1555       | Rome                  | Paul IV                | Francesco Pisani                                                              | S. Marco                                  | |
| 6 janvier 1560    | Rome                  | Pie IV                 | Alessandro Farnese                                                            | S. Lorenzo in Damaso                      | |
| 17 janvier 1566   | Rome                  | Pie V                  | Giulio Feltre della Rovere                                                    | S. Pietro in Vincoli                      | |
| 25 mai 1572       | Rome                  | Grégoire XIII          | Girolamo Simoncelli                                                           | SS. Cosma e Damiano                       | |
| 1 mai 1585        | Rome                  | Sixte V                | Ferdinando de' Medici                                                         | S. Maria in Domnica                       | |
| 8 décembre 1590   | Rome                  | Grégoire XIV           | André d'Autriche                                                              | S. Maria Nuova                            | |
| 3 novembre 1591   | Rome                  | Innocent IX            | André d'Autriche                                                              | S. Maria Nuova                            | |
| 9 février 1592    | Rome                  | Clément VIII           | Francesco Sforza di Santa Fiora                                               | S. Maria in Via Lata                      | Le 2 février, il fut consacré évêque de Rome par le cardinal Alfonso Gesualdo, évêque d'Ostie et Velletri et doyen du Sacré Collège des cardinaux.                                                        |
| 10 avril 1605     | Rome                  | Léon XI                | Francesco Sforza di Santa Fiora                                               | S. Maria in Via Lata                      | |
| 29 mai 1605       | Rome                  | Paul V                 | Francesco Sforza di Santa Fiora                                               | S. Maria in Via Lata                      | |
| 14 février 1621   | Rome                  | Grégoire XV            | Andrea Baroni Peretti Montalto                                                | S. Maria in Via Lata                      | |
| 29 septembre 1623 | Rome                  | Urbain VIII            | Alessandro d'Este                                                             | S. Maria in Via Lata                      | |
| 4 octobre 1644    | Rome                  | Innocent X             | Carlo de Medici                                                               | S. Nicola in Carcere Tulliano             | |
| 16 avril 1655     | Rome                  | Alexandre VII          | Gian Giacomo Teodoro Trivulzio                                                | S. Maria in Via Lata                      | |
| 26 juin 1667      | Rome                  | Clément IX             | Rinaldo d'Este                                                                | S. Nicola in Carcere Tulliano             | |
| 11 mai 1670       | Rome                  | Clément X              | Francesco Maidalchini                                                         | S. Maria in Via Lata                      | |
| 4 octobre 1676    | Rome                  | Pope Innocent XI       | Francesco Maidalchini                                                         | S. Maria in Via Lata                      | |
| 16 octobre 1689   | Rome                  | Alexandre VIII         | Francesco Maidalchini                                                         | S. Maria in Via Lata                      | |
| 15 juillet 1691   | Rome                  | Innocent XII           | Urbano Sacchetti                                                              | S. Maria in Via Lata                      | |
| 8 décembre 1700   | Rome                  | Clément XI             | Benedetto Pamphilj                                                            | S. Maria in Via Lata                      | Le 30 novembre, il fut consacré évêque de Rome par le cardinal de Bouillon, évêque de Porto et Santa Rufina et doyen du Sacré Collège des cardinaux.                                                      |
| 18 mai 1721       | Rome                  | Innocent XIII          | Benedetto Pamphilj                                                            | S. Maria in Via Lata                      | |
| 4 juin 1724       | Rome                  | Benoît XIII            | Benedetto Pamphilj                                                            | S. Maria in Via Lata                      | |
| 16 juillet 1730   | Rome                  | Clément XII            | Lorenzo Altieri                                                               | S. Maria in Via Lata                      | |
| 21 août 1740      | Rome                  | Benoît XIV             | Carlo Maria Marini                                                            | S. Maria in Via Lata                      | |
| 16 juillet 1758   | Rome                  | Clément XIII           | Alessandro Albani                                                             | S. Maria in Via Lata                      | |
| 4 juin 1769       | Rome                  | Clément XIV            | Alessandro Albani                                                             | S. Maria in Via Lata                      | Le 28 mai, il a été consacré évêque de Rome par le cardinal Federico Marcello Lante, évêque de Porto et Santa Rufina et sous-doyen du Sacré Collège des cardinaux.                                        |
| 22 février 1775   | Rome                  | Pie VI                 | Alessandro Albani                                                             | S. Maria in Via Lata                      | Le même jour, il fut consacré évêque de Rome par le cardinal Giovanni Francesco Albani, évêque de Porto et Santa Rufina et doyen du Sacré Collège des cardinaux.                                          |
| 21 mars 1800      | Venise                | Pie VII                | Antonio Doria Pamphili                                                        | S. Maria ad Martyres                      | |
| 5 octobre 1823    | Rome                  | Léon XII               | Fabrizio Ruffo                                                                | S. Maria in Via Lata                      | |
| 5 avril 1829      | Rome                  | Pie VIII               | Giuseppe Albani                                                               | S. Maria in Via Lata                      | |
| 6 février 1831    | Rome                  | Grégoire XVI           | Giuseppe Albani                                                               | S. Maria in Via Lata                      | Le même jour, il fut consacré évêque de Rome par le cardinal Bartolomeo Pacca, évêque d'Ostie et de Velletri et doyen du Sacré Collège des cardinaux.                                                     |
| 21 juin 1846      | Rome                  | Pie IX                 | Tommaso Riario Sforza                                                         | S. Maria in Via Lata                      | |
| 3 mars 1878       | Rome                  | Léon XIII              | Teodolfo Mertel                                                               | S. Eustachio                              | Teodolfo Mertel, en tant que deuxième cardinal-diacre principal, a assumé les responsabilités du protodiacre lors du couronnement en raison de la maladie de Prospero Caterini, le protodiacre titulaire, |
| 9 août 1903       | Rome                  | Pie X                  | Luigi Macchi                                                                  | S. Maria in Via Lata                      | |
| 6 septembre 1914  | Rome                  | Benoît XV              | Francesco Salesio Della Volpe                                                 | S. Maria in Aquiro                        | |
| 12 février 1922   | Rome                  | Pie XI                 | Gaetano Bisleti                                                               | S. Agata in Suburra                       | |
| 12 mars 1939      | Rome, cité du Vatican | Pie XII                | Camillo Caccia-Dominioni                                                      | S. Maria in Domnica                       | |
| 4 novembre 1958   | Rome, cité du Vatican | Jean XXIII             | Nicola Canali                                                                 | S. Nicola in Carcere Tulliano             | |
| 30 juin 1963      | Rome, cité du Vatican | Paul VI                | Alfredo Ottaviani                                                             | S. Maria in Domnica                       | |